# 児童学部
児童学部（じどうがくぶ）とは、大学において、児童の教育研究、または加えて教員養成などを目的とする学部のこと。名称からのイメージとは関係なく学際的でもある。

## 日本の児童学部
日本国内においては、児童学部が設立されたのは2002年の鎌倉女子大学がはじめてである。
児童学部では、幼児や児童など子どもに関するすべての事項を対象としており、小学校教員養成もこれに含まれることがあるため教育学部の側面をも持つ。類似学部としては、「子ども学部」がある。また、児童学部の大学院課程には、児童学研究科が設置されている。

## 関連する学部
- 教育学部
- 子ども学部